# Xylocopa micheneri
Xylocopa micheneri är en biart som beskrevs av Hurd 1978. Xylocopa micheneri ingår i släktet snickarbin, och familjen långtungebin.

## Underarter
Arten delas in i följande underarter:
- X. m. decipiens
- X. m. micheneri